# Charles B. Mitchel

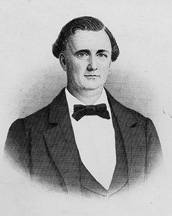
Charles B. Mitchel

Charles Burton Mitchel (* 19. September 1815 in Gallatin, Sumner County, Tennessee; † 20. September 1864 in Little Rock, Arkansas) war ein US-amerikanischer Politiker (Demokratische Partei), der den Bundesstaat Arkansas 1861 im US-Senat und dann nach der Sezession im Kongress der Konföderation vertrat, wo er bis zu seinem Tod tätig war.

## Werdegang
Mitchel besuchte die Gemeinschaftsschulen, graduierte dann 1833 an der University of Nashville und machte dann schließlich 1836 seinen Abschluss am Jefferson Medical College in Philadelphia. Anschließend zog er nach Washington, Arkansas, wo er 25 Jahre lang als Arzt praktizierte. Ferner entschied er sich eine politische Laufbahn einzuschlagen. Er bekleidete 1848 ein Jahr lang einen Sitz im Repräsentantenhaus von Arkansas. Später war er von 1853 bis 1856 als Treuhänder von öffentlichen Geldern tätig. Danach kandidierte er 1860 erfolglos für einen Sitz im US-Repräsentantenhaus.
Im selben Jahr wurde er dann in den US-Senat gewählt, wo er vom 4. März 1861 bis zum 11. Juli 1861 verblieb, ehe er sein Mandat niederlegte. Sein Rücktritt fiel zusammen mit dem Austritt von Arkansas aus der Union. Mitchel wurde in der ersten Sitzung der State Legislature in den Senat der Konföderierten Staaten gewählt, dem er bis zu seinem Tod am 20. September 1864 angehörte. Sein Leichnam wurde dann in seine Heimatstadt in Washington (Arkansas) überführt, wo er schließlich beigesetzt wurde.